# 鄔達克紀念館
邬达克纪念馆原名邬达克自宅、邬达克公馆、邬达克旧居，是位于中華人民共和國上海市长宁区番禺路129号（原哥伦比亚路57号）的一個建築，建造于1930年，建筑风格为英国乡村风格。邬达克在转让自己的住宅给孙科后，又设计建造了这幢住宅作为自己的新居。該住宅是邬达克在上海曾经拥有最大的，也是离开上海前最后一个家。因邬达克很喜欢养鸽子，听其咕咕和看其天空盘旋，在西面屋顶上专门设计了鸽舍，并配有三只立体飞鸟装饰。1937年，邬达克从建筑迁出。
在其离开之后的几十多年中，房屋流转作为居所、食堂、上海旅遊職校辦公樓、上海市旅遊培訓中心等，最后归于长宁区政府，长宁区教育局可用。2005年被列為上海市優秀歷史建築。2008年被民企出资的修缮团队发现破败严重，2011年9月20日起修缮，旧居消失的北面烟囱在修缮中被补上，西南屋脊上不明结构的飞鸟设计也得以复原，改造後更名為邬达克纪念馆並于2013年1月8日开放。2015年4月15日，《邬达克的家——番禺路129号的前世今生》发布会在此举办。2024年2月4日起，邬达克纪念馆暂时闭馆。